# Кафедры исторического факультета МГУ
Кафедры Исторического факультета МГУ им. М. В. Ломоносова являются основными структурными подразделениями факультета и действуют наряду с лабораториями и центрами. Кафедры осуществляют как научную деятельность, так и весь спектр подготовки студентов по общеисторическим дисциплинам и в рамках специализации. На 2024 год общее число кафедр — 18.

## Кафедры отечественной истории

### Кафедра истории России до начала XIX века
Кафедра истории России до начала XIX века (до 1992 года — кафедра истории СССР периода феодализма) как самостоятельное подразделение исторического факультета образовалась в марте 1953 года, когда была расформирована единая кафедра истории СССР. Изучение раннего периода русской истории ведётся в Московском университете более 200 лет. В XIX — начале XX веков учёные университета во многом определяли развитие российской исторической науки. Среди основоположников новых научных школ и направлений были университетские профессора: академики М. П. Погодин, С. М. Соловьёв, В. О. Ключевский, М. К. Любавский, М. М. Богословский, Ю. В. Готье и др. В советское время традиции российской науки развивали такие известные специалисты, как академики Б. Д. Греков, М. Н. Тихомиров и Л. В. Черепнин, члены-корреспонденты АН СССР С. В. Бахрушин и В. И. Шунков, профессора К. В. Базилевич, М. Т. Белявский, Н. Б. Голикова, П. П. Епифанов, Б. Б. Кафенгауз, В. И. Лебедев, Н. Л. Рубинштейн. Позднее профессорами кафедры были Д. Ю. Арапов, А. А. Горский, В. И. Моряков, О. М. Рапов, лауреат Ломоносовской премии доцент А. С. Орлов и др. Долгое время на кафедре преподавал известный специалист по русскому Средневековью и раннему Новому времени член-корреспондент РАН Б. Н. Флоря (Институт славяноведения РАН).
В разные годы кафедрой заведовали: акад. Б. А. Рыбаков (1953—1962), к.и.н. Г. А. Новицкий (1963—1974), д.и.н. А. М. Сахаров (1974—1978), к.и.н. Л. Г. Кислягина (и. о., 1978—1979, 1988—1989), д.и.н. А. Д. Горский (1979—1988), акад. Л. В. Милов (1989—2007), д.и.н. Н. С. Борисов (2007—2023), д.и.н. Н. В. Козлова (с 2023 года).
- Страница на сайте исторического факультета.

### Кафедра истории России XIX — начала XX века
Кафедра истории России XIX — начала ХХ вв как самостоятельное научное подразделение образовалась в марте 1953 года (до 1992 года — кафедра истории СССР периода капитализма). Научная разработка истории России XIX — начала XX века во многом связана с деятельностью ученых Московского университета. Здесь преподавали академики Н. М. Дружинин, М. В. Нечкина, A. M. Панкратова, профессора С. К. Бушуев, С. С. Дмитриев, Н. Д. Ерофеев, П. А. Зайончковский, Л. Г. Захарова, Б. Б. Кафенгауз, Н. С. Киняпина, В. Я. Лаверычев, М. Г. Седов, А. Л. Сидоров, А. В. Фадеев, В. А. Фёдоров, И. А. Федосов, доценты В. А. Георгиев, П. Г. Рындзюнский, А. И. Стражев, Б. Е. Сыроечковский, К. Н. Тарновский, П. С. Ткаченко.
Специализация студентов по кафедре начинается с 3 курса, при условии подачи личного заявления на имя заведующего кафедрой весной предыдущего семестра. Специализация осуществляется по нескольким основным направлениям:
- Внутренняя политика России XIX — начала XX вв.: государственное строительство, экономика и проч.
- Внешняя политика России XIX — начала XX вв., международные отношения
- Общественное движение в России XIX — начала XX вв., в том числе западники, славянофилы, народники, эсеры и проч., а также история женского движения в России
- Культура России XIX — начала XX вв.

Для специализирующихся по кафедре студентов предусматриваются следующие специальные дисциплины (на уровне бакалавриата):
- Источниковедение отечественной истории (в 2 чч.) — для всех студентов кафедр Отечественной истории — к.и.н., доц. Т. А. Круглова/д.и.н., доц. Д. М. Володихин и д.и.н., заслуженный профессор МГУ А. Г. Голиков — в 1 и 2 семестрах 3 курса
- Архивоведение отечественной истории — для всех студентов кафедр Отечественной истории — д.и.н., заслуженный профессор МГУ А. Г. Голиков/д.и.н., доц. Д. М. Володихин/к.и.н., доц. Н. Г. Абрамова — в 1 семестре 3 курса
- Историческая география истории России — для всех студентов кафедр Отечественной истории и кафедры истории общественных движений и политических партий России — к.и.н., доц. Н. Г. Абрамова — во 2 семестре 3 курса
- Источниковедение истории России XIX — начала XX вв. — только для студентов кафедры — к.и.н., ст. преп. Л. В. Жукова — в 1 семестре 3 курса
- Введение в историю России XIX — начала XX вв. — только для студентов кафедры — к.и.н., доц. Е. Н. Мухина; к.и.н., доц. А. П. Шевырев; к.и.н., ст. н.с. Д. А. Цыганков — в 1 и 2 семестрах 3 курса
- Историография отечественной истории — для всех студентов кафедр Отечественной истории — д.и.н., проф. Г. Р. Наумова; д.и.н., проф. М. Ю. Лачаева — в 1 и 2 семестрах 4 курса
- История русской культуры — для всех студентов кафедр Отечественной истории — к.и.н., доц. Л. Н. Вдовина; к.и.н., ст. преп. Л. В. Жигальцова; к.и.н., доц. Е. Н. Данилова; к.и.н., ст. н.с. О. К. Кайкова — в 1 и 2 семестрах 4 курса
- Историография истории России XIX — начала XX вв. — только для студентов кафедры — д.и.н., проф. Н. И. Цимбаев.

Заведует кафедрой член-корр. РАН, д.и.н., профессор С. В. Мироненко, заместитель заведующего кафедрой — д.и.н., доц. Д. А. Андреев.
- Страница на сайте исторического факультета.

### Кафедра истории России XX—XXI веков
Историки Московского университета внесли весомый вклад в формирование курса отечественной истории XX века как самостоятельной учебной дисциплины. В 1953 году в МГУ была создана первая в стране университетская кафедра истории СССР советского периода (ныне — кафедра истории России XX—XXI веков), где велось изучение и преподавание истории России после 1917 года. Заведующие кафедрой: д.и.н. М. И. Стишов (1953—1958), д.и.н. С. Ф. Найда (1958—1965), к.и.н. С. И. Блинов (и. о., 1966—1967), д.и.н. В. М. Селунская (1967—1977).
С 1977 до конца 2013 года заведующим кафедрой был академик РАН, лауреат Ломоносовской премии, заслуженный профессор Московского университета Ю. С. Кукушкин. С января 2014 года кафедрой заведует профессор, д.и.н. С. В. Девятов. Заместителем заведующего кафедрой является доцент А. И. Остапенко. 
В разные годы на кафедре работали известные специалисты по истории Конституций РСФСР, СССР и Российской Федерации, истории национальных вопросов в СССР, формирования сталинской политической системы, истории внешней политики, истории Московского Кремля, истории политических репрессий, истории органов госбезопасности СССР и России: профессора С. А. Байбаков, А. С. Барсенков, А. И. Вдовин, И. М. Волков, Л. Е. Гришаева, А. А. Данилов, В. З. Дробижев, М. Е. Найденов, Н. В. Наумов, О. В. Хлевнюк, Д. К. Шелестов и др.
- Страница на сайте исторического факультета.

### Кафедра источниковедения отечественной истории
Кафедра создана в 1953 году по инициативе академика М. Н. Тихомирова, что стало новым этапом в изучении и преподавании специальных исторических дисциплин, от освоения которых во многом зависит профессиональная культура историков. С приходом к руководству кафедрой в 1966 году академика И. Д. Ковальченко исследовательские интересы коллектива кафедры сосредоточились вокруг проблем методологии, источниковедения и историографии.
Кафедра является крупным педагогическим и научным центром, где разрабатываются проблемы методологии исторической науки, теоретические и конкретные проблемы источниковедения и историографии. Значительные достижения последних десятилетий связаны с изучением массовых исторических источников, применением количественных методов в исторических исследованиях.
Сотрудниками кафедры в разные годы были профессора В. И. Бовыкин, С. В. Воронкова, В. А. Плугин, А. К. Соколов и др.
В настоящее время на кафедре работают профессора С. А. Байбаков, Д. М. Володихин, М. Ю. Лачаева, Г. Р. Наумова, Н. Б. Селунская, доценты Н. Г. Абрамова, Т. В. Агейчева, Т. А. Круглова, Ю. А. Мошков, О. С. Петрова, старшие научные сотрудники Л. Д. Дергачёва и А. В. Карагодин, младший научный сотрудник Е. О. Ягодкина и др. Заведует кафедрой доктор исторических наук, профессор А. Г. Голиков.
- Страница на сайте исторического факультета.

### Кафедра истории общественных движений и политических партий России
Кафедра истории КПСС образовалась в 1953 году (с 1992 года — кафедра истории общественных движений и политических партий). Политической истории российского общества, истории общественных движений и политических партий страны на историческом факультете всегда уделялось немало внимания. На кафедре истории КПСС работали такие специалисты, как А. Н. Ацаркин, Ю. В. Воскресенский, В. И. Злобин, А. Н. Куликов, Ю. А. Львунин, А. П. Носов, О. Г. Обичкин, Г. П. Оприщенко, А. Н. Сахаров, В. М. Селунская, Г. М. Алексеев, В. И. Тетюшев и др. Их педагогическая деятельность сочеталась с исследовательской работой по изучению истории КПСС, рабочего класса, крестьянства, истории трёх российских революций, социально-экономических преобразований, истории Великой Отечественной войны.
Руководители кафедры: д.и.н. Д. И. Надточеев (1953—1958), к.и.н. Н. В. Савинченко (1958—1982). В 1982—2017 годах кафедрой заведовала д.и.н., заслуженный профессор Московского университета Л. С. Леонова. В настоящее время на кафедре истории общественных движений и политических партий России работают: доцент С. В. Орлов (заведующий), профессора И. И. Абылгазиев и Д. Н. Ермаков, доценты О. С. Березкина (зам. заведующего), Е. И. Волгин, А. В. Гусев, С. А. Ермишина, Л. П. Муромцева и др.
- Страница на сайте исторического факультета.

## Кафедры всеобщей истории

### Кафедра истории древнего мира
Самостоятельная кафедра истории древнего мира в составе исторического факультета создана в 1934 году. Здесь работали такие крупные специалисты, как В. С. Сергеев, Н. А. Машкин, К. К. Зельин, А. В. Мишулин, А. Б. Ранович, С. П. Толстов, М. О. Косвен, В. К. Никольский, В. И. Авдиев, П. Ф. Преображенский, А. Г. Бокщанин, Н. Н. Пикус, И. Л. Маяк, С.-Р. Кучера, С. В. Новиков, С. С. Соловьёва.
В настоящее время занятия на кафедре ведут доценты И. А. Ладынин, И. А. Гвоздева, А. В. Стрелков, О. В. Томашевич, В. О. Никишин, Н. Н. Трухина, А. В. Сафронов, Б. Е. Александров, Н. В. Бугаева, младшие научные сотрудники С. В. Обухов. М. В. Дурново, П. А. Евдокимов. Заведует кафедрой профессор С. Ю. Сапрыкин.
Работы сотрудников и аспирантов регулярно публикуются в выпусках трудов кафедры "Древний Восток и античный мир". Кафедра каждые два года проводит международные и общероссийские научные конференции, организует работу двух научных сообществ: Общества любителей древней истории "Семинар "Суббота и Аристофан"" и "Ассириологический семинар" по истории древних культур Ближнего Востока.
- Страница на сайте исторического факультета.

### Кафедра истории Средних веков
Кафедра истории Средних веков является одной из преемниц кафедры всемирной истории Московского университета, созданной в 1804 году и заложившей основы российской медиевистики. Среди преподавателей, работавших на кафедре в XIX — начале XX веков, — академики П. Г. Виноградов, Р. Ю. Виппер и Д. М. Петрушевский, члены-корреспонденты Академии наук В. И. Герье, Д. Н. Егоров и Н. И. Кареев, профессора Т. Н. Грановский, С. В. Ешевский, М. С. Корелин, П. Н. Кудрявцев, А. П. Рудаков, А. Н. Савин.
С образованием в 1934 году самостоятельной кафедры истории Средних веков на ней трудились выдающиеся советские и российские учёные: академики Е. А. Косминский и С. Д. Сказкин, члены-корреспонденты АН СССР А. Д. Удальцов и З. В. Удальцова, профессора М. А. Бойцов, Л. М. Брагина, И. И. Варьяш, Н. П. Грацианский, Е. В. Гутнова, А. И. Данилов, Е. Н. Кириллова, А. Р. Корсунский, В. М. Лавровский, А. И. Неусыхин, А. Л. Пономарёв, Б. Ф. Поршнев, Ю. М. Сапрыкин, А. А. Сванидзе, Н. А. Сидорова, М. М. Смирин, В. В. Стоклицкая-Терешкович, Н. А. Хачатурян, Р. М. Шукуров. Отмечается, что на рубеже 1960—1970-х годов кафедра была едва ли не самой сильной в научном отношении среди гуманитарных кафедр МГУ. В мае 1970 года на заседании кафедры была раскритикована книга А. Я. Гуревича «Проблемы генезиса феодализма в Западной Европе», что надолго осложнило отношения историка с его alma mater.
В настоящее время на кафедре преподают: профессора О. В. Дмитриева, О. Ф. Кудрявцев и И. С. Филиппов; доценты М. В. Грацианский А. А. Талызина и др. Заведует кафедрой академик РАН, лауреат Государственной и Ломоносовской премий, заслуженный профессор МГУ С. П. Карпов, заместитель заведующего кафедрой — к.и.н., доцент Е. В. Калмыкова.
Кафедра сотрудничает с ИВИ РАН, организует совместные конференции. Сотрудники кафедры являются членами редколлегии (С. П. Карпов, И. С. Филиппов) и редакционного совета (О. Ф. Кудрявцев) журнала «Средние века».
На кафедре действуют:
- Лаборатория по изучению стран Причерноморья и Византии в средние века, в работе которой принимают как сотрудники кафедры, так и приглашенные специалисты[11]. Главное издание Лаборатории — «Причерноморье в Средние века» (1991—2021. Вып. 1-11).
- Исследовательский и образовательный зонтичный мегапроект «Sol Invictus»[12], организованный специалистами по истории Византии и Средиземноморья Р. М. Шукуровым, А. В. Стрелецким, Е. А. Заболотным и А. Ю. Черновым.

- Страница на сайте исторического факультета.

### Кафедра новой и новейшей истории стран Европы и Америки
Кафедра новой и новейшей истории стран Европы и Америки образовалась в 1934 году. Заведующие кафедрой: акад. Н. М. Лукин (1934—1938), М. С. Зоркий (1938—1941), член-корр. АН СССР А. В. Ефимов (1942—1944), член-корр. АН СССР Ф. В. Потёмкин (1944—1946), д.и.н. Б. Ф. Поршнев (1947), д.и.н. А. С. Ерусалимский (1948—1950), к.и.н. А. С. Черняев (1951—1952, и. о.), д.и.н. И. С. Галкин (1953—1981), д.и.н. Н. В. Сивачёв (1981—1983), д.и.н. Е. Ф. Язьков (1983—2008), д.и.н. Л. С. Белоусов (с 2008).
- Страница на сайте исторического факультета.

### Кафедра истории южных и западных славян
Начало изучения истории южных и западных славян в России восходит к первой половине XIX века, но специализированная кафедра была создана в Московском университете лишь в 1939 году. Вплоть до сегодняшнего дня она не имеет аналогов на территории России, хотя курс истории зарубежных славянских народов входит в учебные планы практически всех «классических» университетов страны. За истекшие десятилетия кафедра превратилась в ключевой центр подготовки кадров историков-славистов. Среди её выпускников — десятки докторов и сотни кандидатов наук, дипломаты и журналисты, школьные учителя и бизнесмены.
Заметный след в истории кафедры оставили такие известные учёные и организаторы науки, как академик В. И. Пичета, член-корреспондент РАН В. К. Волков, профессора И. М. Белявская, И. А. Воронков, В. Г. Карасёв, Л. П. Лаптева, З. Р. Неедлы, С. А. Никитин.
В настоящее время на кафедре работают: профессор Г. Ф. Матвеев., доценты Ю. А. Борисёнок, О. А. Дубовик, Л. В. Кузьмичёва, П. Е. Лукин, З. С. Ненашева, В. Б. Прозоров, В. С. Путятин, А.Е. Кузьмичева, научные сотрудники Н.Н. Наумов и А. Н. Литвинова.
С 1991 года кафедрой заведует доктор исторических наук, профессор Г. Ф. Матвеев.
- Страница на сайте исторического факультета.

## Кафедра истории стран ближнего зарубежья
Кафедра Истории стран Ближнего Зарубежья образовалась в декабре 2004 года .Необходимость создания научной и образовательной структуры, специализирующейся на изучении различных аспектов современной истории стран ближнего зарубежья, определяется несколькими важнейшими факторами.
Во-первых, огромный комплекс проблем, связанных с развитием исторических процессов на постсоветском пространстве, до настоящего момента не рассматривался в рамках системного подхода. Во-вторых, в последние годы проявляется тенденция к постепенному восстановлению общего научного и образовательного пространства между странами, входящими в состав СНГ, что также требует специального обращения к истории последнего десятилетия, анализу общих и отличных тенденций в политическом, экономическом и культурном развитии стран Содружества. Реализация интеграционных тенденций в исторической науке диктует необходимость прямого участия исторического факультета МГУ в решении подобных задач в качестве ключевого научного и образовательного Центра по изучению проблем современной политической истории.
Заведующий кафедрой — академик РАН, профессор Е. И. Пивовар
- Страница на сайте исторического факультета.

## Кафедра истории Церкви
Преподавание истории Церкви в Московском университете имеет сложившуюся историческую традицию. Кафедра церковной истории была впервые создана на историко-филологическом факультете Императорского Университета в 1863 году. Её последовательно возглавляли профессора Н. К. Соколов (с основания кафедры по 1874 год), А. М. Иванцов-Платонов (1874—1894), А. П. Лебедев (1895—1908), А. И. Алмазов (1912—1917). Кафедра была закрыта в 1918 году.
Решение о воссоздании традиций преподавания истории Церкви в Московском университете зрело с середины 1990-х гг.; в разработке этой проблемы принимали активное участие ректор МГУ В. А. Садовничий, декан исторического факультета С. П. Карпов, профессор В. А. Федоров и другие специалисты. Это решение было принято Учёным советом Исторического факультета осенью 2006 года. Кафедра истории Церкви образована Приказом ректора от 7 февраля 2007 г. № 68. Заведующий кафедрой — д.э.н., профессор В. В. Симонов. Среди сотрудников: профессора И. В. Поздеева и Л. Г. Хрушкова, доценты Г. М. Запальский, П. В. Кузенков, А. Г. Зоитакис, З. Ю. Метлицкая.
- Страница на сайте исторического факультета.

## Кафедра исторической информатики
Кафедра исторической информатики — новое учебно-научное подразделение исторического факультета. Она была преобразована в 2004 году из межкафедральной лаборатории исторической информатики в одноименную кафедру приказом ректора МГУ от 15.12.2004 (в соответствии с решениями Учёного совета исторического факультета МГУ от 28.05.2004 и Учёного совета МГУ от 18.10.2004).
Заведующий кафедрой — член-корр. РАН, профессор Л. И. Бородкин.
- Страница на сайте исторического факультета.

## Кафедра археологии
Кафедра археологии была открыта на историческом факультете МГУ в 1939 году, её первым заведующим до 1978 года являлся член-корреспондент АН СССР А. В. Арциховский. Преподавателями кафедры стали такие известные специалисты, как академик Б. А. Рыбаков, член-корреспондент АН СССР С. В. Киселёв, профессор В. Д. Блаватский, доцент М. В. Воеводский. В дальнейшем в разные годы на кафедре постоянно работали или читали курсы профессора Д. А. Авдусин, О. Н. Бадер, А. Я. Брюсов, Б. Н. Граков, Г. Ф. Дебец, Б. А. Колчин, И. Т. Кругликова, Л. Р. Кызласов, Н. Б. Леонова, Н. Я. Мерперт, Н. В. Рындина, С. Ю. Сапрыкин, А. П. Смирнов, Г. А. Фёдоров-Давыдов, А. С. Хорошев, Д. Б. Шелов, Ю. Л. Щапова. В течение многих лет камеральной лабораторией кафедры руководил М. Н. Кислов. В марте — сентябре 1978 года обязанности заведующей кафедрой исполняла к.и.н. И. В. Яценко, затем в течение почти 38 лет кафедрой руководил академик РАН, заслуженный профессор Московского университета, лауреат Ленинской, Государственных и Ломоносовской премий В. Л. Янин. С 2016 года заведующий кафедрой — д.и.н. А. Р. Канторович, заместитель заведующего — старший преподаватель Е. А. Виноградова.
В настоящее время на кафедре работают доктора исторических наук, профессора В. С. Житенёв, Е. А. Рыбина и др.
- Страница на сайте исторического факультета.

## Кафедра этнологии
Кафедра этнологии (до 1992 года — кафедра этнографии) создана в 1939 году. Для студентов кафедры организуется практика в экспедициях и музеях. В рамках кафедры действует Учебно-научный центр прикладной этнологии.
Заведующие кафедрой: член-корр. АН СССР С. П. Толстов (1939—1951), д.и.н. Н. Н. Чебоксаров (1951—1956), д.и.н. С. А. Токарев (1956—1973), д.и.н. Г. Е. Марков (1973—1986), д.и.н. В. В. Пименов (1986—2006), д.и.н. А. А. Никишенков (2006—2013), д.и.н. Д. А. Функ (2013—2020), д.и.н. О. Е. Казьмина (с 2020).

## Кафедры отделения истории искусства
История русского и зарубежного искусства преподаётся в Московском университете более полутора столетий. В XX веке здесь работали известные искусствоведы: академики Б. А. Тураев, И. Э. Грабарь и Д. В. Сарабьянов, члены-корреспонденты Академии наук И. В. Цветаев, В. Н. Щепкин, А. А. Сидоров, В. Н. Лазарев и В. Н. Гращенков, действительные члены Академии художеств М. В. Алпатов, Б. В. Веймарн, В. М. Полевой, А. И. Морозов, В. С. Турчин и А. В. Толстой, члены-корреспонденты Академии художеств Б. Р. Виппер, А. А. Фёдоров-Давыдов и Ю. Д. Колпинский, профессора В. Е. Гиацинтов, В. К. Мальмберг, Н. И. Романов, Н. И. Брунов, Б. П. Денике, А. И. Некрасов, Е. А. Некрасова, В. В. Павлов, А. Р. Габричевский, М. А. Ильин, И. Л. Маца, Г. П. Недошивин, Н. Н. Коваленская, В. Н. Прокофьев, В. П. Головин, А. И. Комеч, В. М. Василенко, Ю. К. Золотов, Г. И. Соколов, О. С. Евангулова, О. С. Попова, М. М. Алленов, В. Д. Дажина, И. И. Тучков и др.
Постепенно на факультете оформилось искусствоведческое отделение, которое состоит из двух кафедр — истории отечественного искусства и всеобщей истории искусства. До 2018 года отделением истории и теории искусства заведовал доктор искусствоведения, профессор И. И. Тучков (с 2015 года — декан исторического факультета).

### Кафедра истории отечественного искусства
На кафедре истории отечественного искусства в настоящее время преподают доктора искусствоведения, профессора: А. А. Карев и Э. С. Смирнова, доцент С. В. Хачатуров и др. Заведует кафедрой доктор искусствоведения, член-корреспондент РАН профессор В. В. Седов.
- Страница на сайте исторического факультета.

### Кафедра всеобщей истории искусства
На кафедре всеобщей истории искусства в настоящее время преподают доктора искусствоведения, профессора С. С. Ванеян, Т. Д. Карякина, Н. М. Никулина, доцент А. Л. Расторгуев, старший преподаватель М. А. Реформатская и др.
- Страница на сайте исторического факультета.

## Кафедра иностранных языков
Кафедра иностранных языков осуществляет языковую подготовку студентов и аспирантов факультета, ведёт научную и методическую деятельность в области лингвистики, методики преподавания иностранных языков, изучения научного дискурса.

### История кафедры
Основана в 1934 года в связи с разделением общеуниверситетской кафедры иностранных языков. С 1941 года в связи с реорганизацией ИФЛИ в составе филологического факультета. С 1965 года восстановлена в составе истфака. Заведующие кафедрой: д.фил.н. К. А. Ганшина (1934—1941), к.п.н. Е. А. Бонди (1965—1983), д.фил.н. С. Г. Тер-Минасова (1983—1991), к.фил.н. И. В. Шевлягина (1991—2003), д.фил.н. О. В. Раевская (2003—2006), к.фил.н. Л. П. Лобанова (2007—2016), д.фил.н. О. В. Раевская (с 2016).
Обеспечивает подготовку студентов факультета по современным иностранным языкам — дисциплине, изучаемой на истфаке как вторая специальность. Выпускникам дневного отделения присваивалась с 1963 по 2008 год квалификация «историк, преподаватель со знанием иностранного языка».
На кафедре преподаются английский, немецкий, французский, испанский, итальянский, португальский, новогреческий, старопровансальский языки.
Кафедра стала базой формирования Российского терминологического общества «РоссТерм». В 1988—1991 годах в значительной степени бывшими преподавателями кафедры создан Факультет иностранных языков и регионоведения МГУ.

### Учебно-методическая и научная деятельность
В отличие от обычных межфакультетских кафедр иностранных языков, кафедра специально занимается лингвистической подготовкой студентов и аспирантов-историков в объёме, сопоставимом с параметрами языковых вузов. Общая языковая нагрузка в практических занятиях на I—IV курсах составляет 1202 ак. ч., читается ряд спецкурсов по филологическим, лингвистическим дисциплинам, страноведению.
Курсы, читаемые на кафедре по программе «Основы языка специальности», включены в международный каталог-справочник Совета Европы «Новые профессии».
С 2009 года в рамках основного высшего образования кафедра обеспечивает подготовку по дополнительной специальности «переводчик в сфере профессиональной коммуникации».
Специалисты кафедры проводят исследования, в частности, в области методики преподавания языков, терминологии, изучения языка и дискурса исторических дисциплин и искусствоведения. Кафедра проводит научные конференции (в том числе международные), публикует периодическое издание.
На кафедре работают филологи и историки, в том числе известные специалисты в области лингвистики и методики преподавания иностранных языков: Т. Б. Пошерстник, А. П. Миньяр-Белоручева, И. И. Малинина, Т. Г. Лобова, В. В. Варин, М. В. Колесникова, М. Е. Покровская. До трагической гибели плодотворно работала на кафедре преподаватель Н. В. Клименко (1947—2007).
- Страница на сайте исторического факультета.

## Кафедра древних языков
Самостоятельная кафедра древних языков на историческом факультете была создана в 1937 году (с сентября) под руководством члена-корреспондента АН СССР, филолога-классика Н. И. Новосадского. В 1941—1949 годах была в структуре филологического факультета. В 1949—1967 годах кафедру возглавлял профессор В. С. Соколов. С 1967 по 1995 год кафедрой заведовал профессор А. Ч. Козаржевский, с 1995 по 2008 год — профессор И. С. Чичуров. Среди её преподавателей — как филологи-классики, так и историки (антиковеды и медиевисты), обладающие солидной языковой подготовкой; в разное время на кафедре работали Е. В. Антонец, Г. Г. Козлова, Е. В. Фёдорова.
В настоящее время занятия ведут доценты Е. В. Приходько, А. В. Мосолкин, Н. Г. Ткаченко, И. Ю. Шабага, старшие преподаватели О. В. Смыка, Б. А. Макеев, М. И. Касьянова, Н. Ю. Живлова и ассистенты И. В. Кувшинская, Е. В. Финогентова, Е. В. Снедкова. Заведует кафедрой филолог-классик, доктор исторических наук, профессор А. В. Подосинов (с 2008 года).
- Страница на сайте исторического факультета.